# William Babington Maxwell
William Maxwell Babington (1866-1938) fue un novelista británico. Hijo de la novelista Mary Elizabeth Braddon, a pesar de su edad (casi 50 años) fue aceptado como teniente en el Regimiento de Fusileros Reales durante la Primera Guerra Mundial sirviendo en Francia hasta 1917.

## Obra
- Amos the wanderer (1932)
- And Mr. Wyke Bond (1934)
- The case of Bevan Yorke (1927)
- Children of the night (1925)
- The concave mirror (1931)
- The day’s journey (1923)
- The devil’s garden (1913)
- Elaine at the gates (1924)
- The emotional journey (1936)
- Everslade; men and women III (1938)
- Fernande (1925)
- For better, for worse (1920)
- Gabrielle (1926)
- General Mallock’s shadow (1913)
- Glamour (1919)
- The guarded flame (1906)
- Hill Rise (1907)
- Himself and Mr. Raikes (1929)
- In cotton wool (1912)
- The last man in (1910)
- Life; a study of self (1925)
- Life can never be the same (1919)
- A little more (1922)
- A man and his lesson (1919)
- The man who pretended (1929)
- The mirror and the lamp (1918)
- Mrs. Thompson (1911)
- The people of a house (1934)
- The ragged messenger (1904)
- A remedy against sin, a novel (1920)
- The rest cure; a novel (1910)
- Seymour Charlton (1909)
- Spinster of this parish (1922)
- This is my man (1933)
- Time gathered; autobiography (1938)
- To what green altar? (1930)
- Tudor green (1935)
- Vivien (1905)
- We forget because we must, a story of decades and lustres (1928)
- The Countess of Maybury (1901)
- Fabulous Fancies (1903)

## Fuente
- Esta obra contiene una traducción  derivada de « W. B. Maxwell» de Wikipedia en inglés, publicada por sus editores bajo la Licencia de documentación libre de GNU y la Licencia Creative Commons Atribución-CompartirIgual 4.0 Internacional.

- Datos: Q7945340
- Multimedia: W. B. Maxwell / Q7945340